# GFI Russia
GFI Russia — російська компанія, розробник відеоігор.
Заснована у 1996 році у місті Зеленограді, як MiST Land South. У серпні 2005 року куплена компанією Game Factory Interactive, у 2006 році перетворена в GFI Russia.

## Список ігор

### MiST Land South
- Історія війн: Наполеон (2000)
- Код доступу: РАЙ (2002)
- Влада закону (2004)
  - Влада закону: Поліцейські історії (2004)
- Альфа: Антитерор (2005)
  - Альфа: Антитерор. Чоловіча робота (2005)

### GFI Russia
- Глюк'oza: Action! (2007)
- Джаз: Робота за наймом (2007) (в основу закладені ідея і рушій, що залишилися після розірвання контракту з Strategy First, Inc. На розробку Jagged Alliance 3D)
- 4-й Батальйон (розробка припинена в 2007 році)
- Warfare (2008) [3]

## ВсесвітРеальність 4.13
Єдиний всесвіт, розроблений студією для ігор Код доступу: РАЙ, Влада закону і 4-й Батальйон.